# Unicredit
Die Unicredit S.p.A. (Eigenschreibweise UniCredit) ist eine italienische Großbank und Holding von Finanzdienstleistungsunternehmen mit Sitz in Mailand. Das Kreditinstitut ist an der Borsa Italiana im Leitindex FTSE MIB gelistet.
Wichtigstes Aktionsfeld ist neben Italien insbesondere Mittel- und Osteuropa, wo in mehreren Ländern Tochtergesellschaften der Gruppe Marktführer sind. In Deutschland ist die Tochtergesellschaft Unicredit Bank ansässig, in Österreich die Unicredit Bank Austria.
Die Bank wurde vom Financial Stability Board (FSB) als systemisch bedeutsames Finanzinstitut eingestuft und von 2011 bis 2023 in der Liste global systemrelevanter Banken geführt. Sie unterlag damit einer besonderen Überwachung und strengeren Anforderungen an die Ausstattung mit Eigenkapital.

## Geschichte
Die Unicredit hat eine Geschichte, die sich bis ins 15. Jahrhundert zurückverfolgen lässt, wie die Gründung der Monte di Pietà di Bologna im Jahr 1473 zeigt.
Eine der Vorgängerbanken, die Banca di Genova, wurde 1870 als börsennotiertes Institut gegründet. 1895 änderte es seinen Namen in Credito Italiano und entwickelte sich im Laufe der Zeit zur zweitgrößten italienischen Bank.
Anfang der 1990er-Jahre begann in Italien eine grundlegende Reform des italienischen Bankenmarktes. Um die Privatisierung der italienischen Sparkassen zu ermöglichen, schrieb die Lex Amato (1990) eine klare Trennung von Bankgeschäft und gemeinnützigem Auftrag vor. Auf Grund dieser Reformen hatte die traditionsreiche Aktiengesellschaft Credito Italiano einen Fusionsprozess eingeleitet und durchgeführt.
1994 beteiligte sich die RAS mit 5 % an der gerade privatisierten Credito Italiano, und berief gleichzeitig Alessandro Profumo, welcher 1997 die Position des CEO übernahm, in den Vorstand der Bank. Ab diesem Zeitpunkt steuert Profumo die Geschichte der Bank.
1998 erfolgte der Zusammenschluss der Credito Italiano mit der 1473 gegründeten und gerade privatisierten Bologner Regionalbank Rolo Banca (ex Credito Romagnolo) zur Credito Italiano Group. Mit der Integration von sechs weiteren früheren Sparkassen, nämlich Cariverona (Cassa di Risparmio di Verona) – Verona, Cassa di Risparmio di Torino (CRT) – Turin, Cassamarca – Treviso, Cassa di Risparmio di Trento e Rovereto – Trento/Rovereto und Cassa di Risparmio di Trieste – Triest, entstand die Unicredito Italiano Group. Den Aufkauf der Banco Bilbao Vizcaya Argentaria (BBVA) untersagte 1999 die Bank von Spanien.
Das 2000 erworbene Global-Investment-Geschäft von der Bostoner Pioneer Investments wurde den Aktivitäten der Private-Banking-Sparte zugeordnet. Eine führende Position im italienischen Konsumentenkreditbereich erreichte die Unicredito Italiano mit der im selben Jahr neu gegründeten Tochterbank Unicredit Family Financing S.p.A. (frühere Clarima Banca; Unicredit Consumer Financing).
Mit der Umbenennung der Unicredito Italiano in Unicredit Banca erfolgte 2002 gleichzeitig die Restrukturierung der Bank in Form eines divisionellen Modells. Es erfolgte die Gründung dreier neuer Banken, mit einer Spezialisierung auf die verschiedenen Kundengruppen – die Unicredit Banca (Bologna) betreut das Massengeschäft in Form von Privatkunden und kleineren Unternehmen; die Unicredit Private Banking (Turin) kümmert sich um Privat- und Vermögensanlage von vermögenden Kunden; und die Unicredit Banca d'Impresa (Verona) beschäftigt sich mit mittelgroßen und großen Betrieben sowie anderen Institutionen.
Die internationale Expansion begann mit den Aufkäufen im mittel- und osteuropäischen Raum (Polen, Kroatien, Bosnien, Bulgarien, Türkei, Slowakei, Rumänien). Am 12. Juni 2005 kam es mit der Übernahme der Bayerischen Hypo- und Vereinsbank AG (HVB) zur bisher größten grenzüberschreitenden Bankenfusion in Europa: Als erster ausländischer Bank gelang der Unicredit damit der Aufkauf eines deutschen Bankinstitutes, in Form einer freundschaftlichen Übernahme mittels Aktientausch. Den ersten Versuch zum Aufkauf in Deutschland hatte die Unicredit bereits 2001 mit der Commerzbank AG gestartet, war damals aber an den Aktionären gescheitert. Im Anschluss an die Fusion übernahm der Unicredit-Chef Alessandro Profumo den Aufsichtsratsvorsitz bei der HVB und gab diesen Vorsitz Anfang 2009 an seinen Stellvertreter Sergio Ermotti ab.
Mit der Übernahme der Hypovereinsbank wurde auch die 2000 von jener erworbene Bank Austria, die größte Bank Österreichs, von der HVB auf die Mutter übertragen, und die Bündelung des gesamten Ost- und Mitteleuropa-Geschäftes der Vorgängergruppen unter dem Dach der Bank Austria (heute UniCredit Bank Austria AG). In diesem Zusammenhang wurden noch weitere Veränderungen innerhalb der Gruppe durchgeführt: Die Unicredit Group fasste ihre Geschäfte in Polen mittels Fusion der Bank BPH (Übernahme der Beteiligung seitens der Bank Austria) mit der Bank Pekao unter der Bank Pekao SA zusammen. Die Investmentbankgeschäfte der Gruppe wurden in der Division Unicredit Markets & Investment Banking gebündelt und unter der Bayerischen Hypo- und Vereinsbank AG angesiedelt.
Im April 2007 gab Unicredit bekannt, dass Gespräche mit der französischen Société Générale (SG) geführt wurden. Hierbei handle es sich jedoch nicht über Fusionsverhandlungen, sondern über „die üblichen offenen Gespräche über strategische Wachstumsmöglichkeiten“. Zuvor hatten Medien berichtet, Unicredit erwäge eine Kaufofferte für die SG. Ein Ergebnis der Verhandlungen wurde nicht veröffentlicht, man wollte die französische Präsidentschaftswahl abwarten. Im Mai 2007 kündigte die Unicredit die Fusion mit dem italienischen Finanzkonzern Capitalia an und stellte damit eventuelle Pläne mit der SG zurück. In Italien wurde Unicredit durch die Fusion Marktführer. Per Aktientausch hat die Unicredit ca. 20 Milliarden Euro für die Capitalia aufgewendet. Bis 2010 wurden Synergieeffekte von 1,2 Milliarden Euro erwartet; die Kosten des Mergers wurden mit 1,1 Milliarden Euro beziffert. Zudem wurde ein Gewinnanstieg pro Aktie von 14 % auf 17 % erwartet. Die Fusion wurde am 1. Oktober 2007 vollzogen. Die neue Unicredit hat damit 40 Millionen Kunden und über 170.000 Mitarbeiter. Außerdem übernahm die Unicredit 2007 weitere Banken, wie die kasachische ATFBank und ukrainische Ukrsotsbank, zum Ausbau der Geschäftstätigkeit im osteuropäischen Raum. Die Geschäftsfelder Investmentfonds und Vermögensverwaltung der Unicredit wurden 2007 unter dem Markennamen Pioneer Investments zusammengefasst.
2008 stellte Geschäftsführer Alessandro Profumo einen Drei-Jahres-Plan für die Gruppe vor. Diese Planung umfasste die Konzentrationen von Stellen und die Eröffnung von weiteren Filialen in osteuropäischen Ländern. Außerdem wurden in allen Ländern der Unicredit Group die Firmenlogos vereinheitlicht. Zur Stärkung der Gruppe wurde im Oktober 2008 eine Kapitalerhöhung angekündigt, die von den institutionellen Anlegern und Großinvestoren zu 100 % mit einer Zeichnungszusage unterstützt und im Januar 2009 im vollen Umfang ausgeführt wurde.
Wie 2010 bekannt gegeben wurde, genehmigte der Verwaltungsrat die Verschmelzung der Tochterbanken Unicredit Corporate Banking, Unicredit Private Banking, Unicredit Family Financing Bank und Unicredit Bancassurance Management & Administration. Unicredit Banca, Unicredit Banca di Roma und Banco di Sicilia bleiben dagegen erhalten.
Nach Kritik am Libyen-Engagement der Bank trat Alessandro Profumo 2010 als CEO der Unicredit Group zurück.
Kommissarisch wurde die Leitung im September 2010 an Dieter Rampl übertragen; er wurde mit der Suche nach einem Nachfolger für Profumo beauftragt.
Am 30. September 2010 wurde Federico Ghizzoni vom Verwaltungsrat einstimmig zum neuen CEO der Unicredit ernannt.
Am 14. November 2011 kündigte die Unicredit nach einem massiven Verlust von knapp 11 Mrd. Euro im dritten Quartal, eine neue strategische Ausrichtung, eine Kapitalerhöhung von 7,5 Mrd. Euro sowie einen Abbau von mehreren tausend Arbeitsplätzen an, wovon auch die deutsche Unicredit Bank betroffen war. Die Dividende wurde gestrichen.
Im sogenannten Dauerstreit mit der 3-Banken-Gruppe wollte die Unicredit 2023 erreichen, dass den bei Oberbank, BKS und BTV jeweils zum Schutz vor einer Übernahme durch die UniCredit eingerichteten Syndikaten kein Stimmrecht in den Hauptversammlungen der drei Banken zusteht. Mit diesem Vorhaben scheiterte die Unicredit zunächst vor der österreichischen Übernahmekommission.
Im Jahr 2024 versuchte die Unicredit abermals die deutsche Commerzbank AG zu übernehmen. Im Zuge der Privatisierung von Anteilen der Bundesrepublik Deutschland an der Commerzbank im September 2024 hatte Unicredit veräußerte Anteile erworben und sich am Markt mit weiteren Anteilen eingedeckt. Der Anteil der Unicredit an der Commerzbank erreichte noch im September 21 % und machte Unicredit zum größten Commerzbank-Aktionär. Ein vermuteter Plan zur Übernahme der deutschen Bank stieß in der deutschen politischen Landschaft auf breite Ablehnung.
Noch im November 2024 legte Unicredit ein Angebot zur Übernahme der italienischen Banco BPM vor. Unicredit bot hierbei zehn Milliarden Euro für den heimischen Konkurrenten. Im Juli 2025 zog Unicredit das Angebot zurück.

## Kennzahlen
Im Bankenvergleich gemessen an der Marktkapitalisierung nimmt die Unicredit mit Stand 31. Dezember 2024 den 6. Platz in Europa ein.
Stand 31. Dezember 2024:
- Bilanzsumme: 784,004  Mrd. EUR
- Umsatz: 24,844 Mrd. EUR
- Nettogewinn: 9,719 Mrd. EUR
- Beschäftigte: 69.722
- Marktkapitalisierung (August 2025): rund 97 Mrd. EUR[23]

## Unternehmensstruktur

### Tochtergesellschaften und Beteiligungen
Die Unicredit konsolidiert rund 350 mehrheitliche bzw. hundertprozentige Tochtergesellschaften im Finanzdienstleistungsbereich in 21 Ländern auf drei Kontinenten (Stand 30. Juni 2023).
Zu den wichtigen Tochtergesellschaften in Italien gehören:
- Unicredit Corporate Banking
- Unicredit Private Banking
- Unicredit Leasing
- Unicredit Credit Management Bank

Zu den bedeutenden Tochtergesellschaften außerhalb Italiens gehören (Sitzland):
- Unicredit Bank (Deutschland)
- Unicredit Bank Austria (Österreich)
- Unicredit International Bank (Luxembourg)
- Unicredit Bulbank (Bulgarien)
- Unicredit Bank Hungary (Ungarn)
- Unicredit Bank Czech Republic and Slovakia (Tschechien)
- Unicredit Banka Slovenia (Slowenien})
- Unicredit Bank Romania (Rumänien)
- Zagrebačka banka (Kroatien)
- Unicredit Bank (Bosnien und Herzegowina)
- AO Unicredit Bank (Russland)

### Aktionärsstruktur
Die Aktien der Unicredit S.p.A. befinden sich überwiegend im Streubesitz. Folgende Aktionäre besitzen jeweils über 2 % der Unternehmensanteile (Stand Juli 2025):
- 6,4 % – Capital Group Companies
- 93,6 % – Streubesitz